# Nycterosea purpurea
Nycterosea purpurea är en fjärilsart som beskrevs av Franz Dannehl 1927. Nycterosea purpurea ingår i släktet Nycterosea och familjen mätare. Inga underarter finns listade i Catalogue of Life.